# Gerald Funke
Gerald Funke (* 15. Februar 1964 in Kassel) ist ein Generalleutnant der Luftwaffe der Bundeswehr und seit dem 1. Oktober 2024 Befehlshaber des Unterstützungskommandos der Bundeswehr.

## Militärische Laufbahn

### Ausbildung und erste Verwendungen
Funke trat 1983 als Offizieranwärter in die Bundeswehr ein. Nach Grundausbildung beim Luftwaffenausbildungsregiment 3 in Roth und dem Offizierlehrgang an der Offizierschule der Luftwaffe in Fürstenfeldbruck studierte Funke von 1984 bis 1987 Elektrotechnik an der Universität der Bundeswehr München. Als erste Verwendung nach dem Studium folgte 1988 bis 1991 ein Einsatz als Technischer Offizier in der Elektronikstaffel des Jagdbombergeschwaders 32 auf dem Fliegerhorst Lechfeld. Danach wurde Funke von 1991 bis 1994 als Avionic Group Leader beim International Air Forces Field Team für das Waffensystem Eurofighter in Warton (Vereinigtes Königreich) eingesetzt. Im Anschluss daran, wurde Funke 1994 bis 1996 Sachgebietsleiter Elektronische Kampfführungssysteme für die Waffensysteme Tornado und Eurofighter beim Materialamt der Luftwaffe in Köln.

### Generalstabsausbildung und Dienst als Stabsoffizier
Von 1996 bis 1998 nahm Funke am 41. Generalstabslehrgang der Luftwaffe an der Führungsakademie der Bundeswehr in Hamburg teil, wo er zum Offizier im Generalstabsdienst ausgebildet wurde. Seine erste Verwendung danach führte ihn von 1998 bis 2000 als Abteilungsleiter A 4 beim Luftwaffenführungsdienstkommando. 2000 bis 2003 wurde er als Referent im Referat Fü L II 2 (Ausrüstungsplanung Luftwaffe) im Führungsstab der Luftwaffe im Bundesministerium der Verteidigung verwendet. Von 2003 bis 2005 war Funke Kommandeur der Technischen Gruppe des Jagdbombergeschwaders 32. Von 2005 bis 2006 wurde Funke als Adjutant zum Inspekteur der Luftwaffe, damals Generalleutnant Klaus-Peter Stieglitz, nach Bonn versetzt. 2006 bis 2007 folgte die Teilnahme am 109. Senior Course beim NATO Defense College in Rom. 2007 bis 2008 war Funke als Generalstabsoffizier G 4 beim Wehrbereichskommando IV in München eingesetzt. In diesem Zeitraum war Funke 2008 auch als Leiter der German Armed Forces Technical Advisory Group (GAFTAG) und Senior Mentor der Logistikschule der Afghanischen Nationalarmee in Kabul bei der International Security Assistance Force (ISAF) im Auslandseinsatz. Im Anschluss wurde er 2009 zum Einsatzführungskommando der Bundeswehr in Schwielowsee versetzt, wo er bis 2012 als Abteilungsleiter J 4 Verwendung fand. Darauf folgend wurde er 2012 bis 2015 wiederum im Bundesministerium der Verteidigung als Referatsleiter III 2 (Planungsumsetzung) in der Abteilung Planung (Plg) eingesetzt.

### Dienst als General
Von Juni 2015 bis Dezember 2016 war Funke, als Nachfolger von Brigadegeneral Wolfgang Gäbelein, Stellvertretender Kommandeur des Logistikkommandos der Bundeswehr in Erfurt. Zum 1. Dezember 2016 wurde Funke auf einen Dienstposten als Unterabteilungsleiter Planung I im Bundesministerium der Verteidigung in Bonn versetzt.
Am 25. März 2021 wurde ihm vom Inspekteur der Streitkräftebasis, Generalleutnant Martin Schelleis, das Kommando über das Logistikkommando der Bundeswehr in Erfurt übertragen. Am 1. Oktober 2024 übernahm er als Generalleutnant den Dienstposten des Befehlshabers des Unterstützungskommandos der Bundeswehr.

### Auslandseinsätze
- ISAF: Leiter der German Armed Forces Technical Advisory Group (GAFTAG) und Senior Mentor der ANA-Logistikschule in Kabul

### Auszeichnungen
- Ehrenkreuz der Bundeswehr in Gold, Silber, Bronze
- Einsatzmedaille der Bundeswehr ISAF
- NATO-Medaille (ISAF)
- Médaille de la Défense nationale in bronze
- Medaille commemorative française Afghanistan
- Verdienstmedaille der islamischen Republik Afghanistan (ISAF)

## Privates
Funke ist verheiratet und hat zwei Kinder.